# Siegel der Amerikanischen Jungferninseln
Das Siegel der Amerikanischen Jungferninseln, einer Inselgruppe der Kleinen Antillen in der Karibik und ein Außengebiet der Vereinigten Staaten, hat einen runden Schild und zeigt in Blau die Konturen der drei Hauptinseln in dunklerem Grün. Auf der dem oberen Rand nahen Insel stehen die Nationalfahnen der USA und Dänemarks (siehe Dänisch-Westindien). Mittig ist ein auf einem gelbblühenden Blütenzweig sitzender Zuckervogel als Wappentier der Inseln zu sehen.
Der perlenschnurgefasste goldene Bord trägt in schwarzen aufrechtstehenden Majuskeln die Umschrift „GOVERNMENT OF THE“ im oberen  und  „UNITED STATES VIRGIN ISLANDS“ im unteren Ringumfang.

## Symbolik
Es ist eine Anpassung an  die Siegelform der Vereinigten Staaten. Die Konturen der drei Hauptinseln sind für Saint Croix, Saint John und Saint Thomas.